# Tuğba Ekinci
Tuğba Ekinci (* 9. Juni 1977 in Kars) ist eine türkische Popmusikerin.

## Karriere
Den musikalischen Durchbruch erreichte sie im Jahr 2005 mit dem Hit O Şimdi Asker. Der Song Condom drei Jahre später wurde ebenfalls bekannt.
In den 2010er Jahren veröffentlichte Ekinci vermehrt einzelne Singles.

## Kontroverse
Tuğba Ekinci ist in der Vergangenheit vor allem durch Skandale aufgrund ihrer freizügigen Art aufgefallen. Sie geriet dadurch mit anderen bekannten türkischen Persönlichkeiten teilweise in Konflikt.
Bei der Musikpreisverleihung Altın Kelebek im Jahr 2011 stürmte sie auf die Bühne und fragte im Auftrag von Hülya Avşar den türkischen Pop-Star Tarkan, warum dieser seine Schule nicht beendet hat.
In TV-Shows machte Ekinci wegen ihrer offensiven Art gegenüber Ibrahim Tatlises oder Gülben Ergen ebenfalls auf sich aufmerksam.
Im Jahr 2013 drohte ihr eine Gefängnisstrafe nach versuchtem Versicherungsbetrug.
Negative Resonanz erhielt sie im Jahr 2014 vor allem durch eine schlechte Gesangs-Darbietung des Songs Delikanlım (von Yıldız Tilbe) in einer TV-Show von Bülent Ersoy. Zudem warf Ersoy Ekinci aus derselben Show, nachdem diese bei einem Gesangs-Duett mit Ersoy nach Song-Ende für einige Sekunden weiter gesungen hat.
Das für türkische Verhältnisse sehr freizügige Video zum Song Bende Maske Yok wurde einige Zeit später von Videoplattformen entfernt und Jahre später erneut veröffentlicht. Das Video lehnt sich optisch an den Song Booty von Jennifer Lopez an.
Die nationalistisch agierende Ekinci sorgte Ende 2021 in einer TV-Show für Aufsehen, nachdem sie mit dem Sänger Nihat Doğan in eine rege Diskussion hinsichtlich der kurdisch-türkischen Beziehungen geraten war.

## Diskografie

### Alben
- 2005: O Şimdi Asker
- 2008: Condom

### EPs
- 2010: Yanma Demezler
- 2011: 100 Derece
- 2014: Hadi Kızım

### Singles
- 2005: O Şimdi Asker
- 2005: Kutu Kutu
- 2005: O Şimdi Şampiyon
- 2007: Boynuz
- 2008: Condom
- 2010: Yanma Demezler (Hintergrundstimme: Nazan Öncel)
- 2010: Yalan Mı
- 2011: 100 Derece
- 2011: Bi' Görsem (mit Cüneyt Üstüner)
- 2014: Hadi Kızım
- 2016: Para Babası
- 2018: Türkiye'nin Aslanları
- 2020: Bende Maske Yok
- 2023: Kahpe Kader

Quelle: